# Voacanga megacarpa
Voacanga megacarpa är en oleanderväxtart som beskrevs av Elmer Drew Merrill. Voacanga megacarpa ingår i släktet Voacanga och familjen oleanderväxter. Inga underarter finns listade i Catalogue of Life.